# Lisa Donovan
Lisa Donovan, född 11 juni 1980, är en amerikansk skådespelare och författare. Hon skapar egna korta komedifilmer, upplagda under användarnamnet LisaNova, och är en av de mest visade videoklippen på Youtube.
Donovan studerade på University of Colorado Boulder innan hon flyttade till Los Angeles, Kalifornien i hopp om att bli en skådespelerska. Där grundade hon Zappin Productions, ett produktionsbolag som specialiserar sig inom brett utspridda videoklipp på Internet (engelska, viral video).
Hon har medverkat i The Ellen DeGeneres Show, MADtv och Youtube Live.